# Альберт Шпеер
Альберт Шпеер (нім. Albert Speer, 19 березня 1905, Мангайм — 1 вересня 1981, Лондон) — особистий архітектор Адольфа Гітлера (1934–1941), рейхсміністр озброєнь і боєприпасів (1942–1945).

## Навчання та початок професійної кар'єри
Альберт Шпеер народився в сім'ї заможних містян (бюргерів) у місті Мангаймі. Його батько й дід були архітектори.
Спочатку Шпеер навчався в гімназії Лесінг у Мангаймі, потім вступив на студії до Університету Карлсруе, з весни 1924 р. до літа 1925 р. навчався в Мюнхенському технічному університеті. Восени 1925 р. він переїхав у Берлін навчатися у Берлінському технічному університеті. З 1926 р. Шпеер стає студентом в архітектора Генріха Тесенова, пише дипломну працю у 1927 році, після чого стає асистентом Тесенова.

## Початок співпраці з націонал-соціалістами
У 1930 р. за дорученням очільника нацистського керівництва по Західному Берліну, молодому архітекторові Шпееру доручено реконструкцію вілли в Берлін-Ґрюневальді — штаб-квартири районної організації НСРПН. У 1932 р. Альберт Шпеер полишив Берлін і вирушив назад у Мангайм. Він оселився там як архітектор, але не отримував замовлень.
Після відвідин політичного мітингу в Берліні, де Адольф Гітлер виступав як оратор, Шпеерові прокинулася симпатія до ідеології націонал-соціалістів. 1 березня 1931 року він приєднався до націонал-соціалістичної партії. У 1932 році Шпеер працював над незначними перебудовами партійних будівель НСРПН. Після того, як нацисти прийшли до влади у Німеччині у 1933 р., Гітлер особисто познайомився зі Шпеером, був дуже задоволений його архітектурним хистом й невдовзі Шпеер увійшов до кола найнаближеніших до Гітлера осіб. У 1934 році помер Пауль Людвіг Троост — колишній приватний архітектор Гітлера, Шпеер замінює його на цій посаді.

## Архітектор Рейху

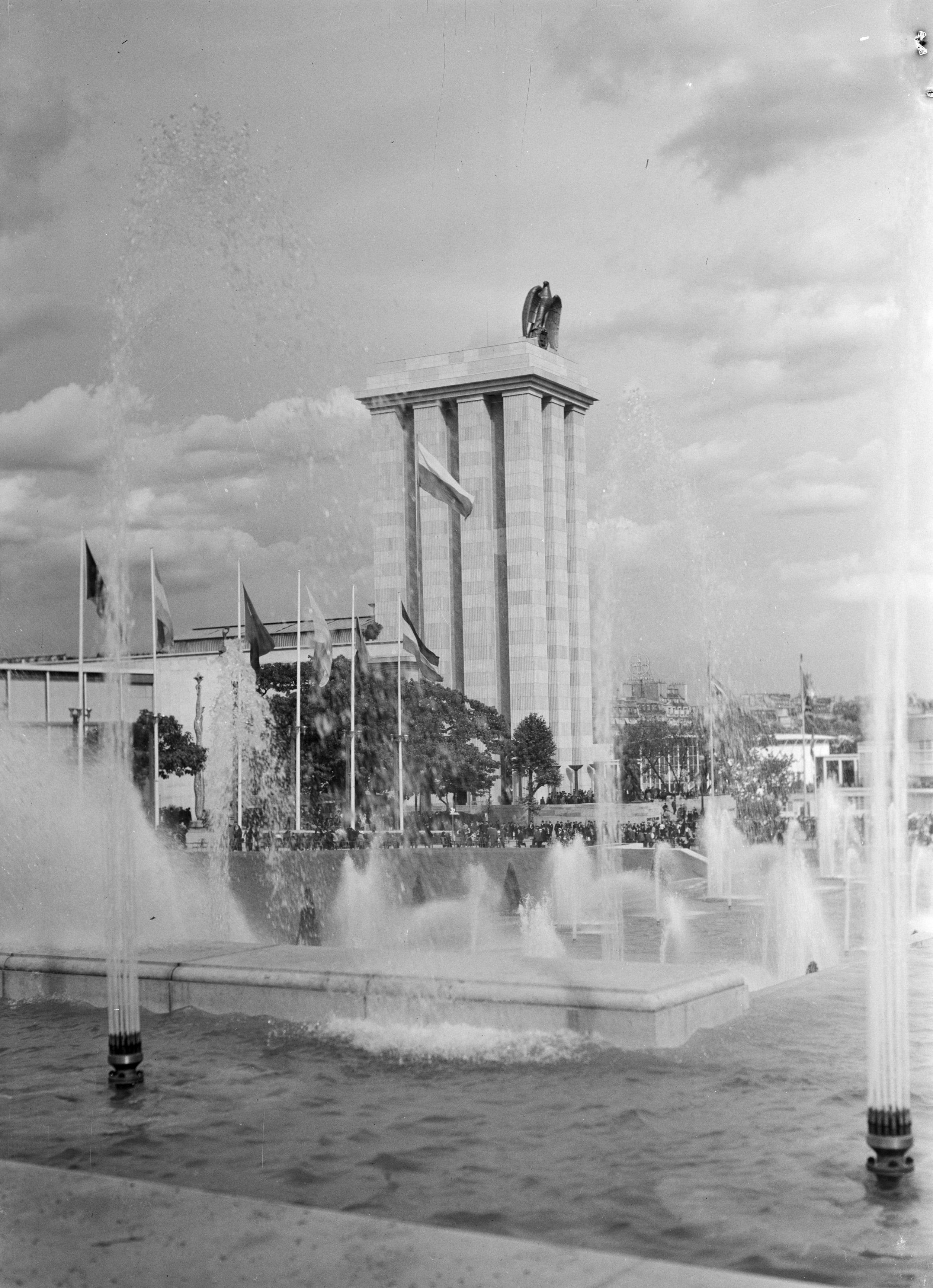
Expo-1937. Павільйон Німеччини. арх. А.Шпеер.

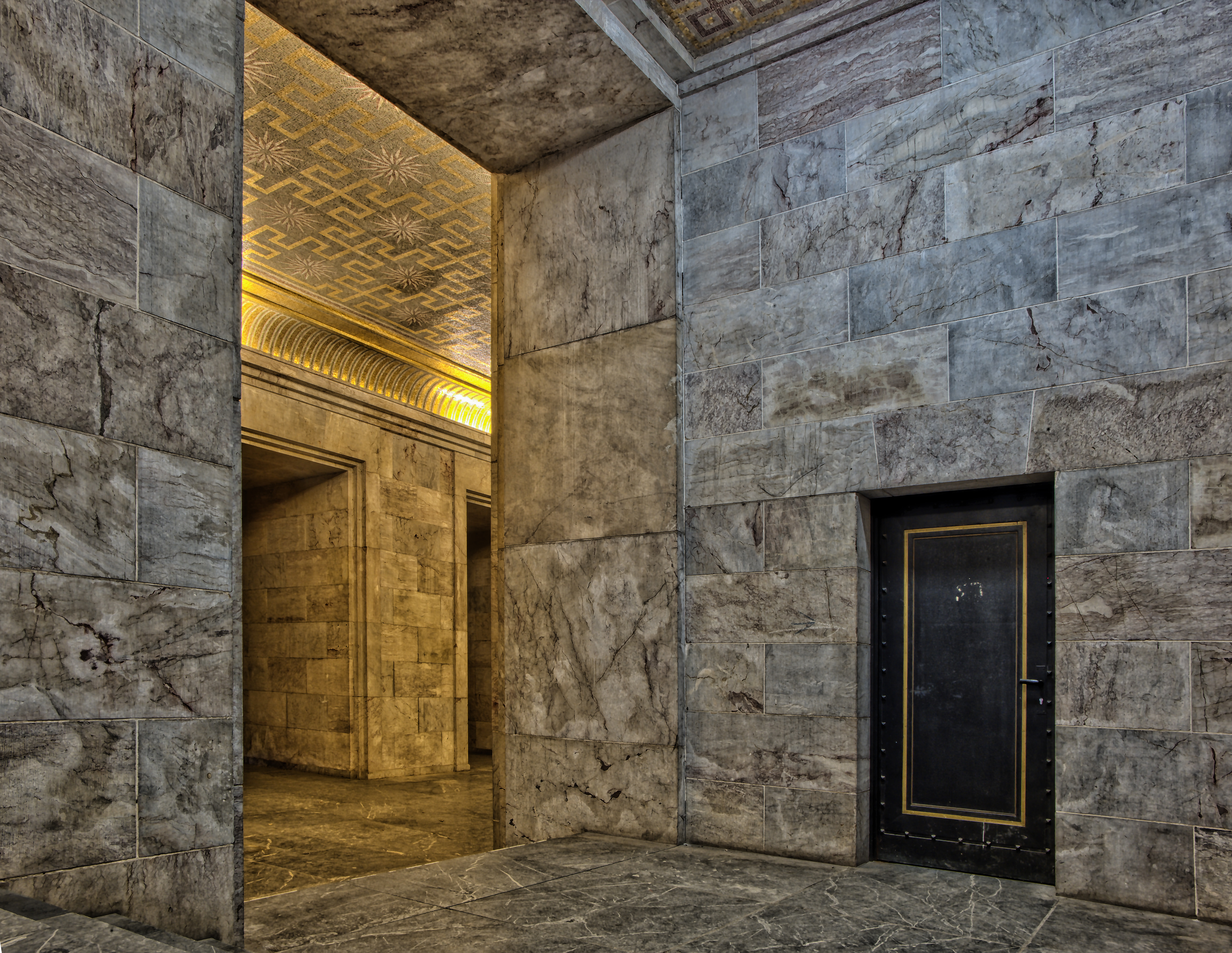
Золотий зал на трибуні Цепеліна в Нюрнберзі

З 1937 року він був Генеральним інспектором з будівництва нової столиці Німецької імперії — міста «Германія» і планував численні монументальні споруди, що мали пізніше стверджувати міць і велич Третього Рейху. У 1942 р. Адольф Гітлер призначив Шпеера на посаду рейхсміністра озброєнь і боєприпасів, на цій посаді він був відповідальний за організацію всієї військової економіки Німецького рейху.

## Нюрнберзький процес
Шпеер був один із 24-х підсудних перед Міжнародним військовим трибуналом на Нюрнберзькому процесі. Його засуджено 1 жовтня 1946 до 20 років неволі; визнав себе винним за двома з чотирьох звинувачень.

## Нагороди
- Золотий партійний знак НСРПН
- Золотий почесний знак Гітлер'югенду з дубовим листям
- Кільце Фріца Тодта (2 червня 1943)

## Галерея

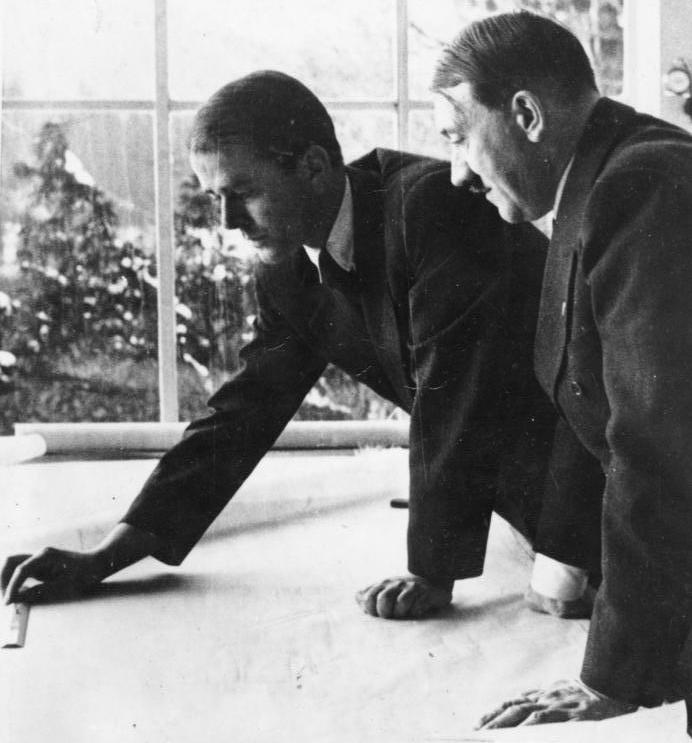
Шпеер показує Гітлеру план забудови Оберзальцберга.
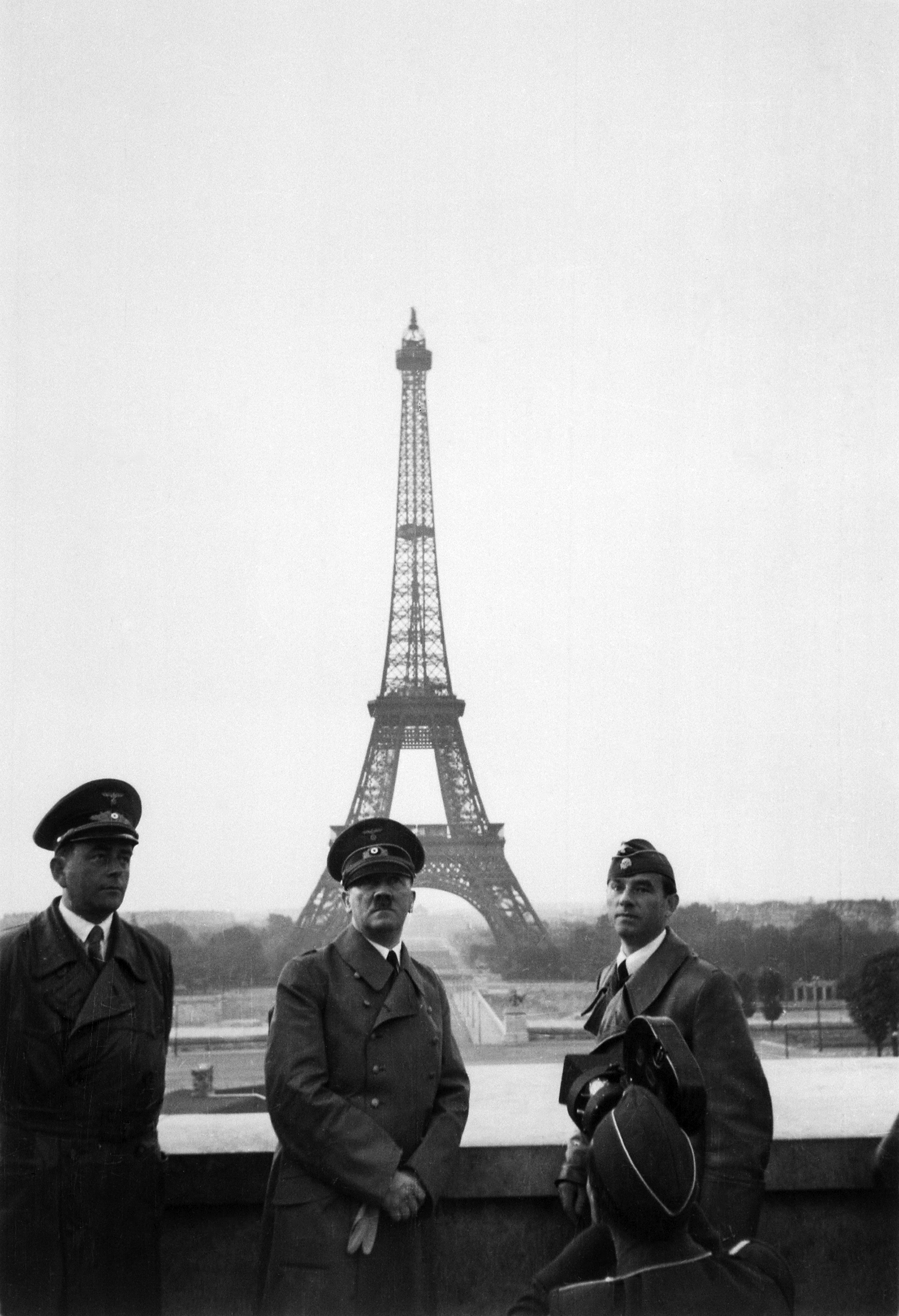
Зліва направо: Альберт Шпеер, Адольф Гітлер і Арно Брекер (Париж, 23 червня 1940).
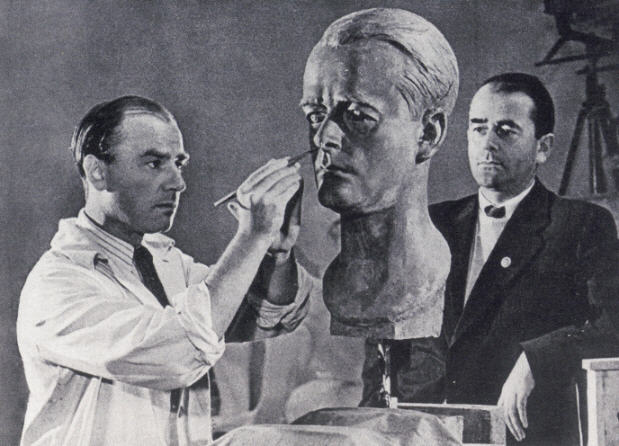
Арно Брекер виготовляє бюст Шпеера (1940).
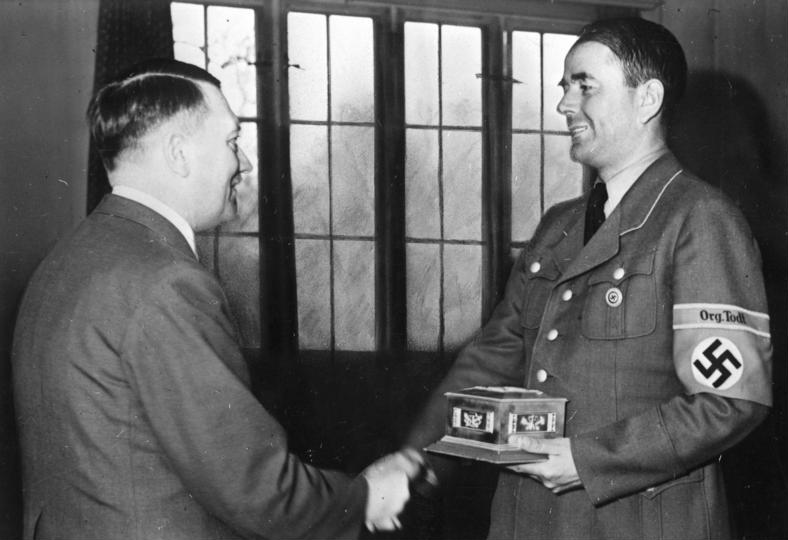
Гітлер вручає Шпееру кільце Фріца Тодта (травень 1943)
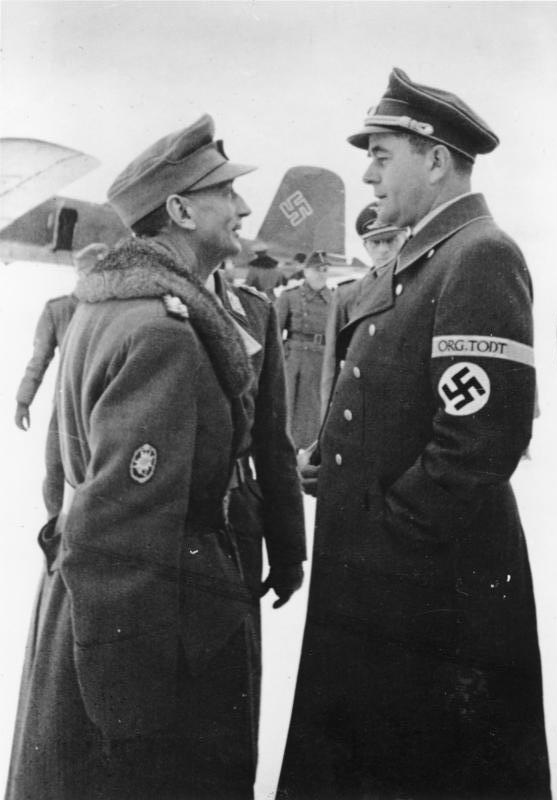
Шпеер (праворуч) і Едуард Дітль (Фінляндія, грудень 1943).
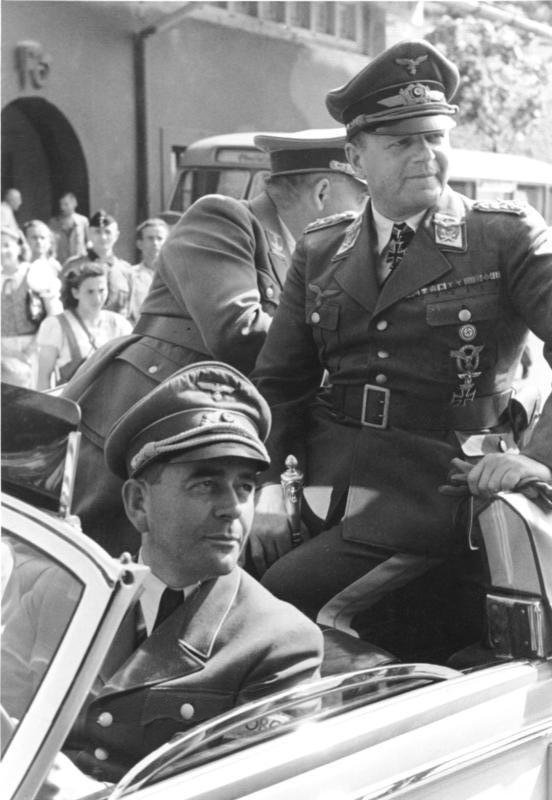
Альберт Шпеер і Ергард Мільх (травень 1944).
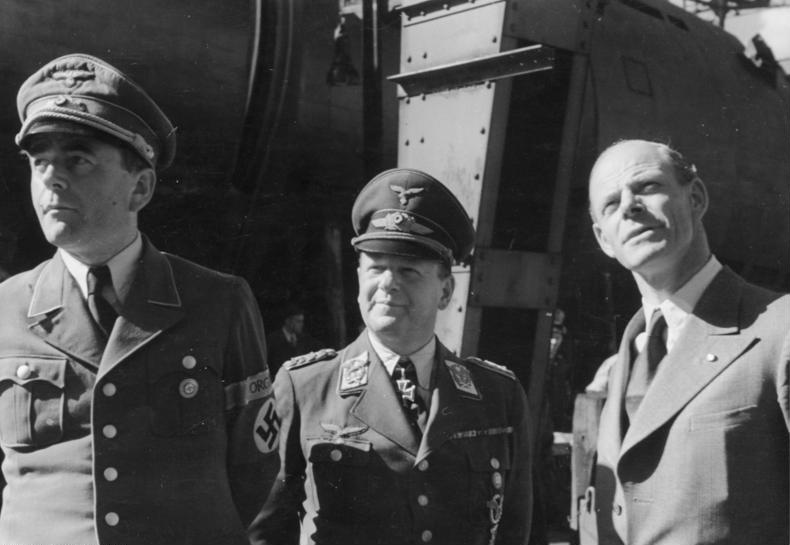
Зліва направо: Альберт Шпеер, Ергард Мільх і Вільгельм Мессершмітт (травень 1944).
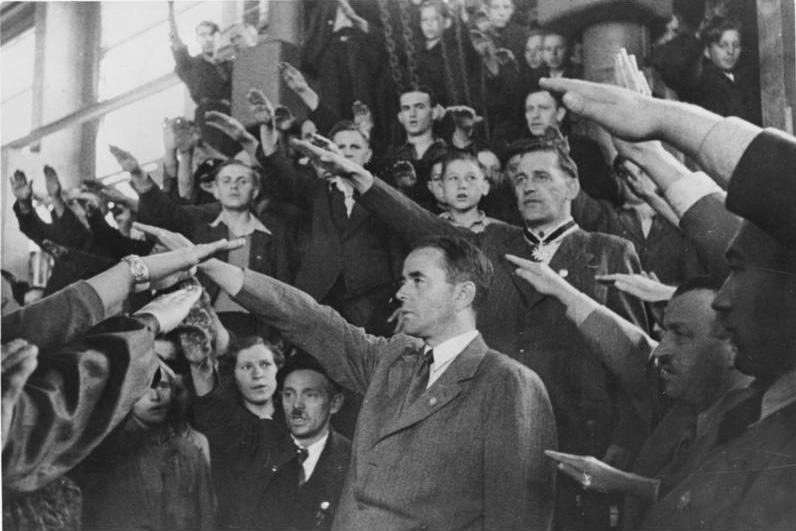
Шпеер відвідує військовий завод (травень 1944).
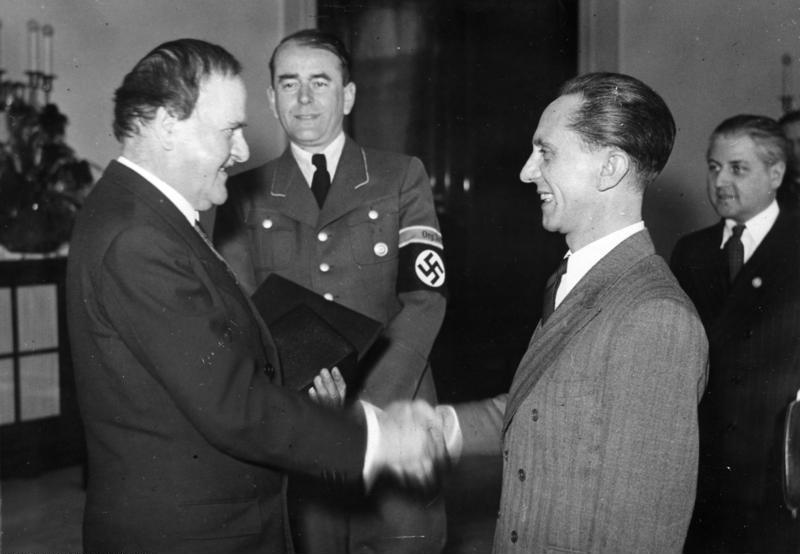
Йозеф Геббельс нагороджує Вільгельма Крайса Орлиним щитом Німецької імперії. Шпеер — в центрі (1944).
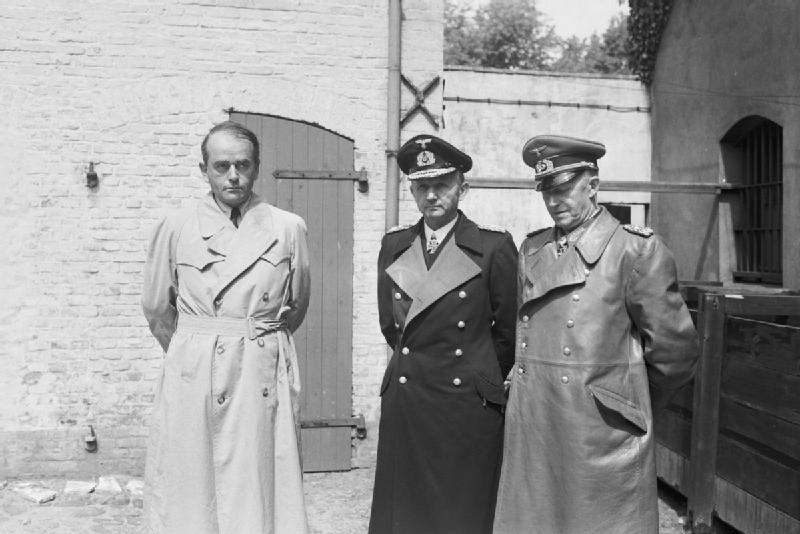
Зліва направо: Альберт Шпеер, Карл Деніц і Альфред Йодль (Фленсбург, травень 1945).
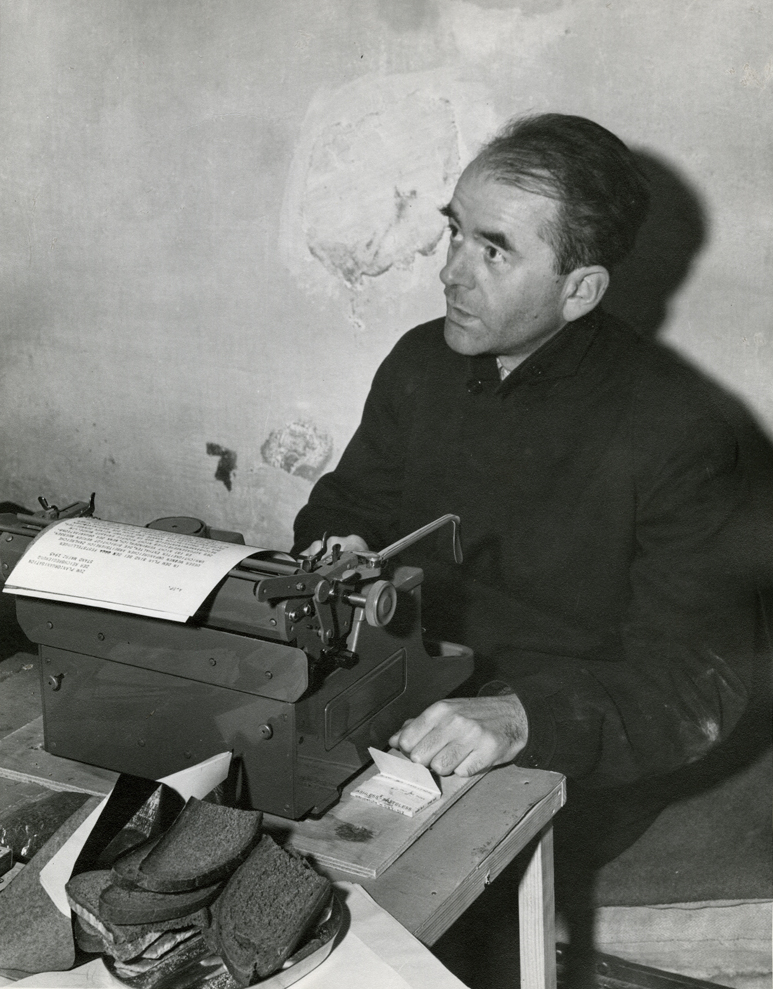
Шпеер в ув'язненні (Нюрнберг, 24 листопада 1945).
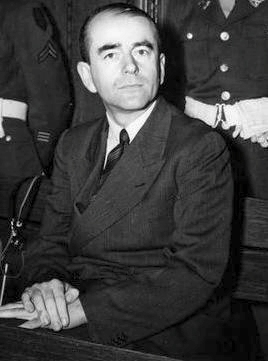
Шпеер під час засідання Міжнародного трибуналу (Нюнрнберг, 1946).